# Quinteto em forma de chôros
Le Quinteto em forma de chôros (en français : Quintette en forme de chôros) est une composition de musique de chambre du compositeur brésilien Heitor Villa-Lobos, écrite en 1928. Initialement écrite pour cinq instruments à vent de la famille des bois (flûte, hautbois, cor anglais, clarinette et basson), elle est le plus souvent jouée dans un arrangement pour le traditionnel quintette à vent composé d'une flûte, d'un hautbois, d'une clarinette, d'un cor et d'un basson. Une exécution de l'œuvre dure environ onze minutes.

## Historique
Villa-Lobos a composé l'œuvre à Paris en 1928, à la même époque où il travaillait sur la série des quatorze Chôros. La première partition manuscrite de la copie de salon est intitulée simplement Quintetto para flauta, oboé, corn'inglez, clarinete e fagote. Le sous-titre n'a été ajouté qu'après la première audition en 1930. Bien qu'il n'ait pas été prévu à l'origine qu'il fasse partie de la série Chôros, certains auteurs (par exemple Neves, Wright, et Appleby) l'ont traité comme tel.
Il a été créé le 14 mars 1930 à la Salle Chopin à Paris, lors du même concert (dans le cadre du Festival de Musique Moderne) que les créations de Chôros bis (en) (pour violon et violoncelle), des Cirandas (pour piano), et des Chansons typiques brésiliennes. Les interprètes du Quintette étaient Gaston Crunelle, flûte ; Louis Mercier, hautbois ; Paul-Gustave Brun, cor anglais ; Louis Cahuzac, clarinette ; et Auguste Lenom, basson. La partition n'a été publiée pour la première fois qu'en 1953, par Max Eschig, dans une édition qui comprend des passages alternatifs pour faciliter le remplacement du cor anglais par le cor d'harmonie,. Cette notation alternative pour quintette à vent conventionnel a sans doute amélioré les chances de représentations.

## Analyse
Le quintette consiste en une succession lâche de cinq grandes sections jouées en continu, chacune d'entre elles pouvant être divisée en sous-sections plus petites. Le passage d'une grande section à la suivante est marqué par un changement décidé de texture et de tempo. Une organisation rythmique libre, reflétée par de fréquents changements de mesures et de tempo et renforcée par une liberté tonale délibérée, produit une qualité de spontanéité.

## Enregistrements
Il existe de très nombreux enregistrements de cette pièce.